# Tabanus praepositus
Tabanus praepositus är en tvåvingeart som beskrevs av Walker 1848. Tabanus praepositus ingår i släktet Tabanus och familjen bromsar. Inga underarter finns listade i Catalogue of Life.